# Krishnappa Nayaka I
Kumara Krishnappa Nayaka fou virrei de Madura per compte del rei de Vijayanagar; era fill i successor de Visvanatha Nayaka i hauria estat coronat vers el 25 de gener de 1564, segons la tradició encara viu el seu pare; algunes fonts situen la seva pujada al poder el 1562 o 1563 i la mort del pare el 1563 o 1564; altres consideren que el pare va morir el 1563 o el 1564 i el fill fou coronat el 1564 o 1565.
Els historiadors esmenten com a primer fet del seu regnat la batalla de Talikota en què els sultanats musulmans van derrotar a Vijayanagar i van saquejar la seva capital (1565); bona part de l'exèrcit de Madura havia estat enviat per defensar Vijayanagar però es creu que va fer tard.
És probable que llavors els polegars (feudataris) es revoltessin aprofitant els esdeveniments (una successió i una desfeta decisiva); el cap dels rebels era Tumbichchi Nayaka. La personalitat del rebel no és molt coneguda però és clar que era un dels nobles vinguts del nord; era a la cort de Madura el 1543 i apareix en una inscripció amb els títols de cap dels sillavars, rei de Vanga i altres; un descendent seu és descrit el 1608 con el cap dels tottiyars; és possible que el repartiment dels palaymans (feus) no l'hagués satisfet i es considerés en posició massa modesta o subordinada; altres caps, polegars o no, havien d'estar descontents, uns amb la part rebuda, altres per no haver rebut cap part, i els descontents es van agrupar. El cap rebel es va fer fort a Paramakudi i va devastar la zona de la rodalia, desfiant Krishnappa Nayaka. Aquest va encarregar la repressió a Pedda Kesavappu Nayaka, oficial del seu pare); sembla que Pedda va morir en la lluita i llavors el sobirà va enviar al general Chinna Kesava (fill de Pedda) amb uns 13 polegars lleials, tropes i artilleria, i va aconseguir conquerir Paramakudi i Tumbichchi Nayaka fou fet presoner i executat. Segons les cròniques Krishnappa Nayaka va donar als dos fills del rebel Paramakudi i Parambur, i alguns poblets per formar un petit palayman i la resta dels territoris del pare foren confiscats.
D'una narració històrica resulta que va fer una expedició a Ceilan, i té aparença d'un relat autèntic; segons això el rei de Kandy era amic de Tumbichchi Nayaka i es va ofendre per la seva execució. La situació es va deteriorar, el rei de Kandy no pagava el tribut que sembla havia de pagar, i Krishnappa Nayaka va embarcar amb les forces de 52 polegars a Navapdshdna i va desembarcar a Mannar. Va exigir homenatge al rei de Kandy que va refusar el qual va enviar 40000 homes dirigits per quatre mantris (ministres) i 8 desanathalus (governadors); una gran batalla es va lliurar a Puttalam, i l'exèrcit de Kandy fou derrotat pel general Chinna Kesava Nayaka que només tenia 20000 soldats; dos ministres i 5 caps foren capturats; aquestos presoners van demanar al seu rei accedir a l'homenatge però el rei va refusar, va reclutar un nou exèrcit de seixanta mil homes, i deu mil kafirs (probablement mercenaris o auxiliars portuguesos, nombre que sembla exagerat); a la batalla que va seguir vuit mil portuguesos van morir i també milers de cingalesos. Krishnappa Nayaka i el seu general van intentar sense èxit capturar viu al rei de Kandy que va morir a la lluita. La família del rei fou enviada a Auramgam, antiga capital de Ceilan i tractats adequadament. Vijaya Gopala Nayaka, cunyat de Krishnappa Nayaka, fou nomenat "virrei" de l'illa (probablement només recaptador del tribut); després forces invasores van retornar a Madura.
Krishnappa Nayaka va construir algunes viles com Krishnapuram, a l'est de Palamcotta, i Kadaiyam-Krishnapuram a l'oest de Tinnevelly. També va construir diversos temples.
Durant tot el seu regnat va mantenir la lleialtat a Vijayanagar. Va morir vers el 3 de desembre de 1572. El va succeir el seu fill Virappa Nayaka.